# Блоне (Підкарпатське воєводство)
Блоне (пол. Błonie) — село в Польщі, у гміні Пшецлав Мелецького повіту Підкарпатського воєводства.
Населення — 780 осіб (2011).
У 1975-1998 роках село належало до Ряшівського воєводства.

## Демографія
Демографічна структура станом на 31 березня 2011 року:
|          | Загалом | Допрацездатний вік | Працездатний вік | Постпрацездатний вік |
| -------- | ------- | ------------------ | ---------------- | -------------------- |
| Чоловіки | 390     | 98                 | 263              | 29                   |
| Жінки    | 390     | 119                | 197              | 74                   |
| Разом    | 780     | 217                | 460              | 103                  |